# 葡萄牙—烏拉圭關係
葡萄牙－烏拉圭關係是葡萄牙和乌拉圭之间的外交关系。葡萄牙在蒙得维的亚设有大使馆。乌拉圭在里斯本设有大使馆。

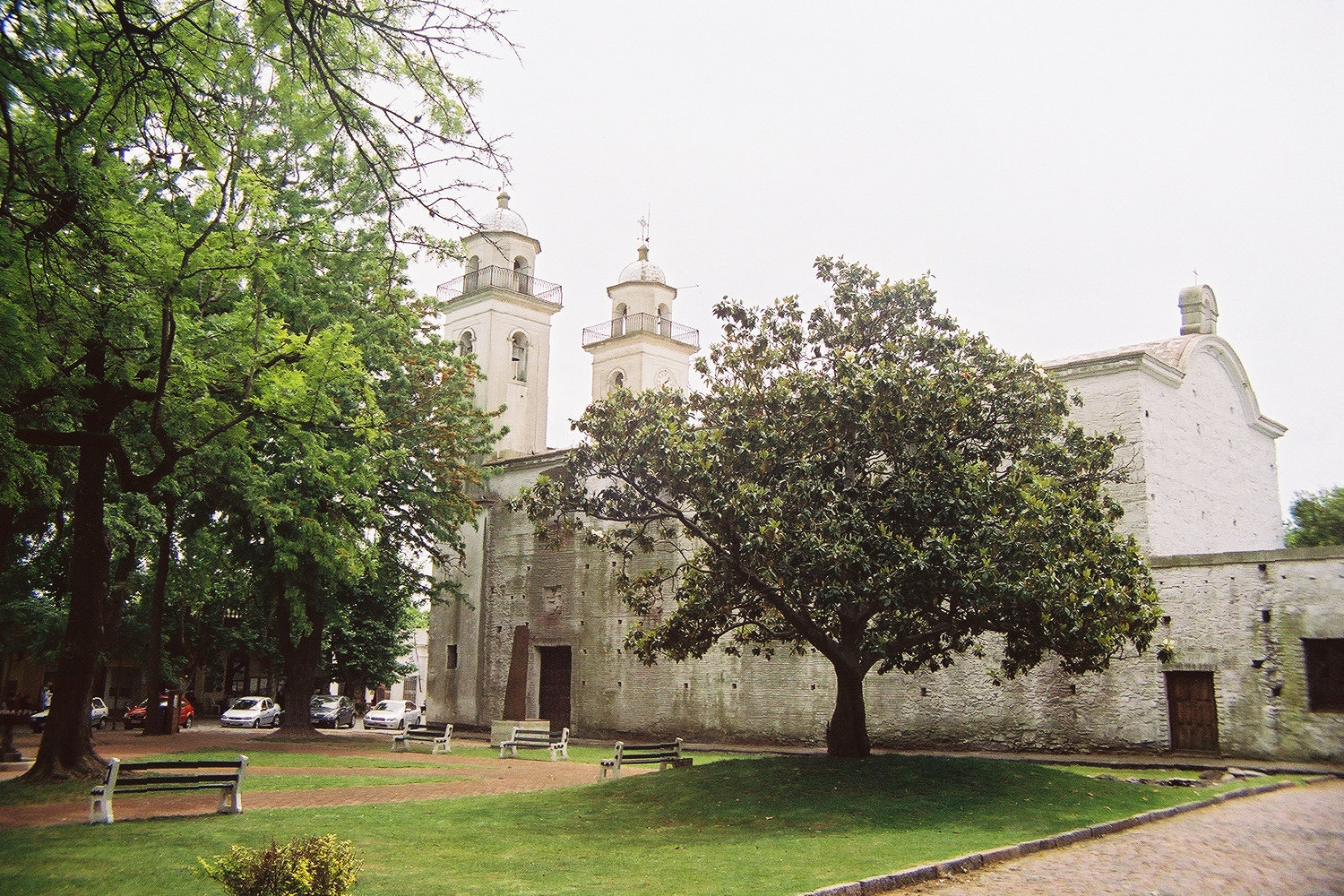
科洛尼亚-德尔萨克拉门托

自殖民时代以来，葡萄牙就一直对拉普拉塔河地区感兴趣。它与乌拉圭河东岸的关系始于1680年科洛尼亚-德尔萨克拉门托的建立。现今，两国均为联合国、拉丁语联盟和伊比利亚-美洲国家组织的正式成员。
葡萄牙正在成为乌拉圭的重要贸易伙伴。两国之间也成立了乌拉圭-葡萄牙商会，以加强两国不断强化的经贸关系。
2009年，两国签署了避免双重征税的双边协议。